# Тиберий Клавдий Помпеян
Тиберий Клавдий Помпеян (лат. Tiberius Claudius Pompeianus) — римский политический деятель второй половины II века.
Помпеян происходил из сирийского города Антиохия из всаднического сословия. Его отцом был Тиберий Клавдий Квинтиан. О карьере Помпеяна в период до 162 года нет никаких сведений. Около 162 года он находился на посту консула-суффекта. По всей видимости, он участвовал в парфянской войне в качестве командира легиона. После этого Помпеян был, вероятно, с 164 по 167 год легатом пропретором Нижней Паннонии. В 166 году он разбил племя лангобардов, вторгшееся в вверенную ему провинцию. Около 167 года Помпеян повторно занимал должность консула-суффекта. Он вошёл в число ближайших военных советников императора Марка Аврелия и оставался им вплоть до смерти государя. После кончины соправителя Марка Аврелия Луция Вера в 169 году Помпеян женился на его вдове Луцилле, дочери Марка Аврелия. Император даже предложил Помпеяну принять титул цезаря и наследником трона, но тот отказался.
В 173 году он находился на посту ординарного консула вместе с Гнеем Клавдием Севером. Во время Маркоманской войны Помпеян возглавлял римский штаб на Дунае. Когда Марк Аврелий умер Помпеян уговаривал нового императора Коммода продолжить войну с варварами, но тот не последовал его совету. Несмотря на казнь Луциллы и родственника Тиберия (племянника?) Помпеяна, которые планировали убить Коммода, Помпеян не пострадал, поскольку не принимал участие в заговоре. Вскоре после этого он отошел от общественной жизни, ссылаясь на старость, и удалился в свои имения в Италии. Сразу после убийства Коммода в 192 году Помпеяну предлагали стать новым императором, но он отказался. Отказался он и от титула соправителя, предложенного ему Дидием Юлианом.